# L'ombra del diable
L'ombra del diable (títol original: The Devil's Own) és una pel·lícula estatunidenca dirigida per Alan J. Pakula, estrenada l'any 1997. Ha estat doblada al català.

## Argument
A Rory Devaney, un membre actiu de l'IRA provisional, li confien la missió de comprar armes als Estats Units, amb la finalitat de permetre a l'Exèrcit Republicà Irlandès de continuar la seva lluita. S'hostatja a casa de Tom O'Meara, un policia novaiorquès d'origen irlandès que ho ignora tot dels moviments del seu convidat. Ràpidament, una franca amistat neix entre els dos homes. Però tot el que fa Rory i l'ofici de Tom els portaran indefectiblement a enfrontar-se.

## Repartiment
- Harrison Ford: Tom O'Meara
- Brad Pitt: Rory Devaney / Francis Austin McGuire
- Margaret Colin: Sheila O'Meara
- Rubén Blades: Edwin Diaz
- Treat Williams: Billy Burke
- George Hearn: Peter Fitzsimmons
- Mitch Ryan: el cap Jim Kelly
- Natascha McElhone: Megan Doherty
- Paul Ronan: Sean Phelan
- Simon Jones: Harry Sloan
- Julia Stiles: Bridget O'Meara
- Ashley Carin: Morgan O'Meara
- Kelly Singer: Annie O'Meara
- David O'Hara: Martin MacDuf
- David Wilmot: Dessie
- Brendan Kelly: Teddy
- Gregory Salata: Tony
- Malachy McCourt: Bishop
- Victor Slezak: Evan Stanley, agent de l' FBI
- Scott Nicholson: el poli debutantAl voltant de la pel·lícula

## Al voltant de la pel·lícula
- El rodatge s'ha desenvolupat del 5 de febrer fins al mes d'agost de 1996 a Montclair i Nova York als Estats Units, així com a Clogherhead i Dublín a Irlanda.
- Es tracta de l'últim film dirigit per Alan J. Pakula, mort en un accident de cotxe el 19 de novembre de 1998.
- Crítica
  - "Atractiu drama de suspens escrit pel sempre eficaç Kevin Jarre. (...) Conserva un bon ritme durant tot el metratge"[3]
  - "Interessant"[4]

## Banda original
- Gonna Fly Now, composta per Bill Conti, Ayn Robbins i Carol Connors
- God Be With You, interpretada per Dolores O'Riordan
- Elvis Waits, interpretada per Nan Vernon
- Hay Que Poner El Alma, interpretada per Victor Manual
- All 4 Love, interpretada per Color Me Badd
- Rock The Boat, interpretada per The Hues Corporació
- Voices of Spring, Op. 410, interpretada per l'Orquestra filarmonica de Nova York
- Veni Creator Spiritus, interpretada per Richard Proulx
- (Somebody) Loan Me A Dime, interpretada per Boz Scaggs
- Unchained Melody, interpretada pels Righteous Brothers
- Trouble Brother, interpretada per Robert Bradley's Blackwater Surprise
- There Will Never Be Another You, composta per Harry Warren i Mack Gordon
- The War Is Over, interpretada per Melissa Etheridge